# Friedrich V. (Zollern)
Friedrich V. von Zollern († 24. Mai 1289 auf Burg Hohenzollern), genannt „der Erlauchte“, war ein Graf von Zollern.

## Leben
Friedrich war Sohn des Grafen Friedrich IV. von Zollern aus dessen Ehe mit Elisabeth von Abensberg und folgte seinem Vater um 1255 als Graf von Zollern.
Er erwarb die Vogtei über das Kloster Beuron und war 1259 der Gründer von Kloster Stetten im Gnadental. Die Stiftung wurde 1267 gemeinsam mit seiner Gemahlin nochmals erweitert. Im selben Jahr wurde das Kloster Stetten auch zur Erbgrablege der Hohenzollern bestimmt. Der Sage nach soll Friedrich das Kloster gegründet haben, um Kaiser Friedrich II. versöhnlich zu stimmen, da er ihm die Heerfolge versagt hatte. Mit den verwandten schwäbischen Grafen von Hohenberg lag Friedrich in ständigen Auseinandersetzungen, die erst 1286 durch Schlichtung von König Rudolf von Habsburg beigelegt wurden. Die Streitigkeiten mit den Hohenbergern hatten eine lange Vergangenheit, besonders im Jahr 1267 eskalierte die Situation.
Die Besitzungen der schwäbischen Hohenzollern bildeten ein recht geschlossenes Herrschaftsgebiet. Entfernter Besitz war ohnehin größtenteils verkauft worden. Friedrich beherrschte das Gebiet des späteren Fürstentums Hohenzollern-Hechingen, das spätere württembergische Oberamt Balingen, die Herrschaft Mühlheim an der Donau und einen Landstrich zwischen Hechingen und Tübingen. Balingen ging den Hohenzollern 1403 durch Verkauf an die Württemberger verloren. Kein geschlossenes Gebiet war in Richtung des Machtbereichs der Grafen von Hohenberg vorhanden. Hier durchmischten sich die Besitzungen. Unter Friedrich, der als fromm und geachtet beschrieben wurde, erreichten die Zollerngrafen einen Machthöhepunkt. Durch die Teilung des Landes unter seinen Söhnen Friedrich VI. und Friedrich I. verlor die eigentliche Grafschaft erheblich an Bedeutung.

## Ehe und Nachkommen
Friedrich heiratete 1258 Udilhild, Tochter Hartmanns, des letzten Grafen von Dillingen und Schwester des Bischofs Hartmann von Augsburg. Udilhild überlebte ihren Mann und starb als Nonne im Kloster Stetten. Aus dieser Verbindung gingen folgende Kinder hervor:
- Friedrich VI. († 1298), Graf von Zollern

⚭ 1281 Prinzessin Kunigunde von Baden (1265–1310)
- Friedrich († 1304), Dompropst in Augsburg
- Adelheid († 1296/1308)

⚭ Heinrich von Geroldeck († 1300)
- Friedrich I. († 1302/09), Gründer der Linie auf Schalksburg

⚭ 1282 Udilhild von Merkenberg († 1305)
- Wilburg († nach 1300), Nonne in Stetten